# Saison 1992 de la Ligue canadienne de football
Chronologie
Saison précédente Saison suivante
1992 est la 35e saison de la Ligue canadienne de football et la 109e saison depuis la fondation de la Canadian Rugby Football Union en 1884.

## Événements
En juin, un match présaison est joué à Portland (Oregon) entre Toronto et Calgary. Ce match est précurseur de l'expansion américaine de la LCF qui débuta l'année suivante.
Le 27 août, la LCF révoque la franchise de Murray Pezim, propriétaire des Lions de la Colombie-Britannique, et prend le contrôle de l'équipe parce que Pezim refusait d'acquitter les dettes du club. Un mois plus tard, les Lions sont vendus à l'homme d'affaires Bill Comrie (en).

## Classements
| Clt   | Équipe                   | PJ | V  | D  | N | BP  | BC  | Pts |
| ----- | ------------------------ | -- | -- | -- | - | --- | --- | --- |
| +001, | Blue Bombers de Winnipeg | 18 | 11 | 7  | 0 | 507 | 499 | 22  |
| +002, | Tiger-Cats de Hamilton   | 18 | 11 | 7  | 0 | 536 | 514 | 22  |
| +003, | Rough Riders d'Ottawa    | 18 | 9  | 9  | 0 | 484 | 439 | 18  |
| +004, | Argonauts de Toronto     | 18 | 6  | 12 | 0 | 469 | 523 | 12  |

| Clt   | Équipe                           | PJ | V  | D  | N | BP  | BC  | Pts |
| ----- | -------------------------------- | -- | -- | -- | - | --- | --- | --- |
| +001, | Stampeders de Calgary            | 18 | 13 | 5  | 0 | 607 | 430 | 26  |
| +002, | Eskimos d'Edmonton               | 18 | 10 | 8  | 0 | 552 | 515 | 20  |
| +003, | Roughriders de la Saskatchewan   | 18 | 9  | 9  | 0 | 505 | 545 | 18  |
| +004, | Lions de la Colombie-Britannique | 18 | 3  | 15 | 0 | 472 | 667 | 6   |

## Séries éliminatoires

### Demi-finale de la division Ouest
- 15 novembre : Roughriders de la Saskatchewan 20 - Eskimos d'Edmonton 22

### Finale de la division Ouest
- 22 novembre : Eskimos d'Edmonton 22 - Stampeders de Calgary 23

### Demi-finale de la division Est
- 15 novembre : Rough Riders d'Ottawa 28 - Tiger-Cats de Hamilton 29

### Finale de la division Est
- 22 novembre : Tiger-Cats de Hamilton 11 - Blue Bombers de Winnipeg 59

### 80ecoupe Grey
- 24 novembre : Les Stampeders de Calgary gagnent 24-10 contre les Blue Bombers de Winnipeg au SkyDome à Toronto (Ontario).

## Honneurs individuels
- Joueur par excellence : Doug Flutie (QA), Stampeders de Calgary
- Joueur défensif par excellence : Willie Pless (en) (SEC), Eskimos d'Edmonton
- Joueur de ligne offensive par excellence :  Rob Smith (en) (G), Rough Riders d'Ottawa
- Joueur canadien par excellence : Ray Elgaard (en) (DI), Roughriders de la Saskatchewan
- Recrue par excellence : Mike Richardson (en) (DO), Blue Bombers de Winnipeg